# Obanliku
Obanliku es una localidad del estado de Cross River, en Nigeria.

## Demografía
Tiene una población estimada en marzo de 2016 de 146 500 habitantes.

## Ubicación
Se encuentra ubicada en el extremo sureste del país, junto a la frontera con Camerún.